# Estrella de les Tripulacions Aèries d'Europa
L'Estrella de les Tripulacions Aèries d'Europa (anglès: Air Crew Europe Star és una medalla de campanya militar, instituïda pel Regne Unit el maig de 1945 per atorgar-se a les tripulacions aèries britàniques i de la Commonwealth que van participar en vols operatius sobre Europa des de bases al Regne Unit durant la Segona Guerra Mundial.
Es van instituir dos fermalls per portar-los a la cinta de la medalla: Atlàntic i França i Alemanya.

## Les estrelles de la Segona Guerra Mundial
El 8 de juliol de 1943, l'Estrella de 1939–43 (més tard anomenada Estrella de 1939–1945) i l'Estrella d'Àfrica es van convertir en les dues primeres estrelles de campanya instituïdes pel Regne Unit, i el maig de 1945 s'havien establert un total de vuit estrelles i nou fermalls per premiar el servei de campanya durant la Segona Guerra Mundial. Una estrella més de campanya, l'Estrella de l'Àrtida, i un fermall més, el Fermall del Comandament de Bombarders, es van afegir posteriorment, el 26 de febrer de 2013, més de seixanta-set anys després del final de la guerra.
Incloent l'Estrella de l'Àrctic i el fermall del Comandament de Bombaders, ningú no podria rebre més de sis estrelles de campanya, amb cinc dels deu fermalls que denoten el servei que s'hauria qualificat per a una segona estrella. Només es podia portar un fermall a qualsevol estrella de campanya. El màxim de sis estrelles possibles són les següents:
- L'Estrella 1939–1945 amb, quan s'atorga, o bé el fermall de la batalla d'Anglaterra o el del Comandament dels Bombers.[6]
- Només una de l'Estrella de l'Atlàntic, l'Estrella de les Tripulacions Aèries d'Europa i l'Estrella de França i Alemanya. Els que guanyen més d'una només reben la primera per a la que van ser qualificats, i la segona es denota amb el fermall de cinta corresponent.[7][8][9]
- L'Estrella de l'Àrtida[5][10]
- L'Estrella d'Àfrica amb, si correspon, el fermall guanyat en primer lloc per al Nord d'Àfrica 1942–43, 8è Exèrcit o 1r Exèrcit.[11]
- O l'Estrella del Pacífic o l'Estrella de Birmània. Els que guanyaven ambdós van rebre la primera per a la que es van qualificar, amb el fermall adequat per representar la segona.[12][13]
- L'Estrella d'Itàlia.[14] No es va concedir cap fermall amb l'Estrella d'Itàlia.[1]

Tots els destinataris de les estrelles de campanya també van rebre la Medalla de Guerra.
Atès que només es podia atorgar la primera de l'Estrella de l'Atlantic, l' Estrella de les Tripulacions Aèries d'Europa o l'Estrella de França i Alemanya que es podia atorgar a qualsevol individu, les possibles combinacions d'Estrella i Barra per a aquestes tres estrelles de campanya són:
- L'Estrella de l'Atlàntic amb fermall de les Tripulaions Aires d'Europa o de França i Alemanya.
- LEstrella de les Tripulacions Aèries d'Europa amb fermall de França i Alemanya o de l'Atlàntic.
- L'Estrella de França i Alemanya amb el fermall de l'Atlàntic.

Com a resultat dels diferents intervals de dates implicats, el fermall de les Tripulacions Aèries d'Europa del període anterior no es va poder afegir al període posterior de l'Estrella de França i Alemanya.

## Institució
La campanya de bombardeig estratègic contra ciutats industrials alemanyes, instal·lacions militars i una gran varietat d'altres objectius va continuar durant la Segona Guerra Mundial i va fer una contribució decisiva a la victòria aliada. Tot i que la Royal Air Force va patir pèrdues importants tant d'homes com d'avions, la campanya va reduir severament la producció industrial alemanya.
L'Estrella de les Tripulacions Aèries d'Europa es va instituir el maig de 1945 per atorgar-lo a la tripulació aèria que volia operar des del Regne Unit sobre Europa. No es va atorgar al personal de suport de terra.
Es van instituir dos fermalls per portar-los a la cinta de l' Estrella de les Tripulacions Aèries d'Europa, "Atlantic" i "França i Alemanya". Els reglaments d'uniformes britànics estipulaven que a cap persona no es podia atorgar més d'un fermall a una estrella de campanya, i ni l'Estrella de l'Atlàntic ni l'Estrella de França i Alemanya es podien atorgar a un destinatari de l'Estrella de les Tripulacions Aèries d'Europa. El dret posterior a qualsevol d'aquestes estrelles es denotava per l'atorgament del fermall adequat a l'Estrella de les Tripulacions Aèries d'Europa, i només es portava el primer fermall obtingut.

## Criteris d'adjudicació

### Criteris amplis
L'Estrella de les Tripulacions Aèries d'Europa va ser atorgat pel vol operatiu des de bases del Regne Unit sobre Europa des de l'esclat de la Segona Guerra Mundial el 3 de setembre de 1939 fins al 5 de juny de 1944, el dia abans de l'inici de la invasió a Normandia, ambdues dates incloses. Per a la tripulació aèria de la Royal Air Force, es van requerir dos mesos de vol operatiu per poder optar a l'estrella. El personal de l'exèrcit es qualificava per a aquesta estrella després d'haver servit en les tasques de la tripulació aèria durant quatre mesos, sempre que dos mesos d'aquest període mínim de quatre mesos haguessin estat operatius sobrevolant Europa amb almenys una sortida operativa. L'Estrella 1939-1945 ja s'havia d'haver obtingut abans de començar el servei qualificatiu per a l'Estrella de les Tripulacions Aèries d'Europa.
A partir del dia D el 6 de juny de 1944, els vols operatius sobre Europa qualificaven la tripulació aèria per a l'adjudicació de l'Estrella de França i Alemanya o, per als titulars de l'Estrella de l'Atlantic o l'Estrella de les Tripulacions Aèries d'Europa, la Barra de l'Estrella de França i Alemanya.

### Criteris especials
L'atorgament d'una medalla de valentia o d'una menció als despatxos per a l'acció durant el vol operatiu sobre Europa, qualificaven el destinatari per a l'atorgament immediat de l'Estrella de les Tripulacions Aèries d'Europa, independentment de la durada del servei. El personal del qual el període de servei qualificat requerit va ser finalitzat prematurament per la seva mort, discapacitat o ferida a causa del servei, rebia l'estrella independentment de la durada del servei.

## Descripció
El conjunt de nou estrelles de campanya va ser dissenyat pels gravadors de la Royal Mint. Totes les estrelles tenen una anella que passa per un trau format per sobre del punt més alt de l'estrella. Són estrelles de sis puntes, colpejades amb un aliatge de zinc de coure groc per encaixar en un cercle de 44 mil·límetres de diàmetre, amb una amplada màxima de 38 mil·límetres i 50 mil·límetres d'alçada des del punt inferior de l'estrella fins a la part superior de l'ull.
Anvers
L'anvers té un disseny central del Monograma Reial "GRI VI", coronat per una corona. Un cercle, la part superior del qual està coberta per la corona, envolta la xifra i té la inscripció "THE AIR CREW EUROPE STAR".
Revers
El revés és pla.
Nom
El Comitè d'Honors britànic va decidir que les medalles de campanya de la Segona Guerra Mundial concedides a les forces britàniques serien emeses sense nom una política aplicada per tots els països de la Commonwealth britànica menys tres. Els detalls del destinatari van quedar impressionats al revers de les estrelles concedides a indis, sud-africans i, després d'una campanya liderada per organitzacions veteranes, als australians. En el cas dels indis, la denominació consistia en el número de la força, el rang, les inicials, el cognom i l'arma o el cos de servei del destinatari, i per als sud-africans i australians, el número de la força, les inicials i el cognom, en majúscules.
Fermalls
Tots dos fermalls van ser encunyats en bronze i tenen un marc amb una vora interior que s'assembla a la vora perforada d'un segell de correus. Estan inscrits "ATLANTIC" i "FRANCE AND GERMANY" respectivament i van ser dissenyats per ser cosits a la cinta de la medalla. La normativa només permet portar un fermall, el primer guanyat, amb l'estrella. Quan la cinta es porta sola, es porta una roseta de plata a la barra de la cinta per indicar l'adjudicació d'un fermall.
Cinta
La cinta fa 32 mil·límetres d'amplada, amb una banda negra de 4 mil·límetres d'amplada i una banda groga de 3 mil·límetres d'amplada, repetides en ordre invers i separades per una banda blava de 18 mil·límetres d'amplada. Els colors i la disposició simbolitzen el servei continu de la Royal Air Force de nit i de dia. El cel està representat per la banda central blava i el vol nocturn per les bandes negres a les vores, mentre que les bandes grogues representen els reflectors enemics.
Les cintes d'aquesta medalla i la Medalla de Defensa, així com les de les altres estrelles de la campanya de la Segona Guerra Mundial, amb l'excepció de l'Estrella de l'Àrtida, van ser ideades pel rei Jordi VI.

## Ordre de precedència

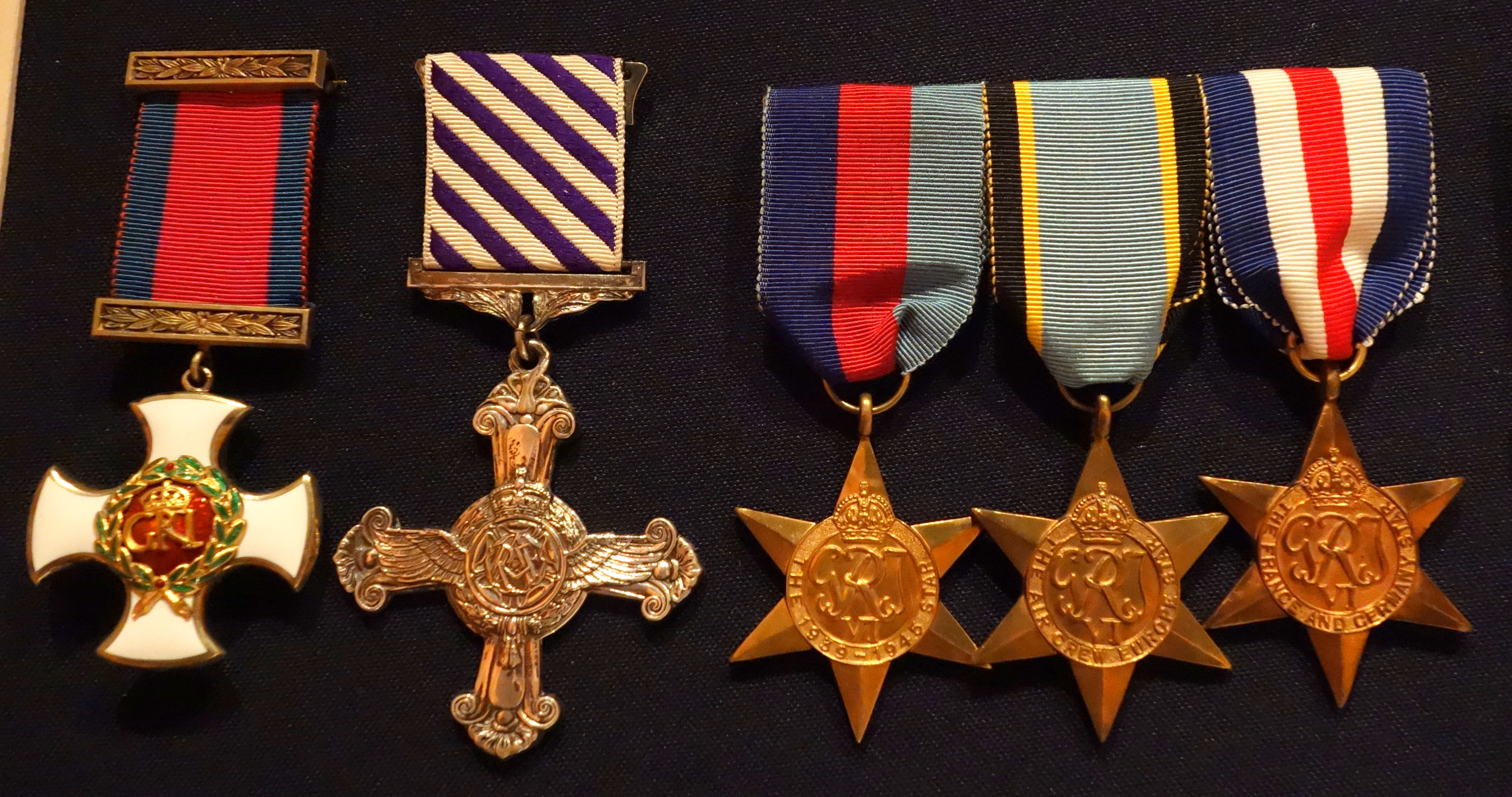
Condecoracions del Comandant d'Ala Lawrence L. MacKinnon, 405è Equadró RCAF.

L'ordre de precedència de les estrelles de la campanya de la Segona Guerra Mundial estava determinat per les dates d'inici de la campanya respectives i per la durada de la campanya. Aquesta és l'ordre que s'utilitza, fins i tot quan un destinatari qualificat per a ells en un ordre diferent. La Medalla de la Defensa i la Medalla de la Guerra es porten després de les estrelles. La Medalla del servei voluntari canadenc es porta després de la Medalla de la Defensa i abans de la Medalla de Guerra, amb altres medalles de guerra de la Commonwealth que s'utilitzen després de la medalla de guerra.
- L'Estrella de 1939-45, del 3 de setembre de 1939 al 2 de setembre de 1945, tota la durada de la Segona Guerra Mundial[6]
- L'Estrella de l'Atlàntic, del 3 de setembre de 1939 al 8 de maig de 1945, la durada de la batalla de l'Atlàntic i la Guerra d'Europa.[7]
- L'Estrella de l'Àrctic, del 3 de setembre de 1939 al 8 de maig de 1945, la durada dels combois àrtics i la guerra a Europa.[10]
- L'Estrella de les Tripulacions Aèries d'Europa, del 3 de setembre de 1939 al 5 de juny de 1944, període fins al dia D menys un.[8]
- L'Estrella d'Àfrica, del 10 de juny de 1940 al 12 de maig de 1943, durada de la campanya nord-africana.[11]
- L'Estrella del Pacífic, del 8 de desembre de 1941 al 2 de setembre de 1945, la durada de la guerra del Pacífic.[12]
- L'Estrella de Birmània, de l'11 de desembre de 1941 al 2 de setembre de 1945, la durada de la campanya de Birmània.[13]
- L'Estrella d'Itàlia, de l'11 de juny de 1943 al 8 de maig de 1945, la durada de la campanya italiana.[14]
- L'Estrella de França i Alemanya, del 6 de juny de 1944 al 8 de maig de 1945, durada de la campanya del nord-oest d'Europa.[9]
- La Medalla de la Defensa, del 3 de setembre de 1939 al 8 de maig de 1945 (2 de setembre de 1945 per a aquells que serviren a l'Extrem Orient i al Pacífic)[25] la durada de la Segona Guerra Mundial.[26]
- La Medalla de Guerra, del 3 de setembre de 1939 al 2 de setembre de 1945, tota la durada de la Segona Guerra Mundial.[27]

Per tant, l'Estrella de les Tripulacions Aèries d'Europa es porta com es mostra:
- Precedida per l'Estrella de l'Àrtida
- Seguida per l'Estrella d'Àfrica